# Геологія Марокко
Геологія Марокко
Марокко знаходиться на північному краї гігантської плити, яка утворює Африканський материк. На тер. країни виділяються різні за геологією і металогенією області: на півночі країни — Риф-Атласька (крайній зах. сектор Середземноморського геосинклінального пояса), на півдні — Антиатласька (півн.-зах. сегмент Африканської платформи), розділені Півд.-Атлаським регіональним розломом. У Антиатлаській обл. виділяється мегантикліналь Антиатлас, обрамована на півночі Півд.-Атлаським розломом, а на півдні — палеозойськими відкладами синекліз Тіндуф, Тафілальт-Бешар і авлакогену Угарта. Древній офіолітовий шов Бу-Аззер — Ель-Граара розділяє мегантикліналь на два блоки — східний (Сх. Антиатлас) і Західний (Центр. і Зах. Антиатлас). Найбільш древні комплекси архею і протерозою оголені в Зах. і Центр. Антиатласі в куполоподібних виступах фундаменту (бутоньєрах). Вони укладені кристалічними сланцями, гнейсами, мусковітовими і серицитовими сланцями, прорваними гранітоїдами. Протоплатформні відклади карбонатно-піщано-кварцитового комплексу поширені в Зах. і Центр. Антиатласі. Офіолітовий теригенно-вулканогенний комплекс зі спілітами, діабазами і ультрамафітами локально розвинений в прирозломній смузі Гол. Антиатласького розлому, в шовній зоні Бу-Аззер — Ель-Граара. Теригенно-флішоїдні відклади геосинклінального і вулканіти орогенного комплексів, прорваних гранітоїдами, розвинені переважно в Сх. Антиатласі. Платформний чохол складений морськими карбонатно-теригенними комплексами (венд-палеозой), локально деформований і перекритий мезозойсько-кайнозойськими відкладами. З породами докембрійського фундаменту пов'язані родов. руд заліза, кобальту і нікелю, міді, рідкіснометалічних пегматитів, вольфраму, золота і срібла; з відкладами платформного чохла — руд заліза, марганцю, міді, свинцю і цинку.
Риф-Атласька обл. включає епіпалеозойські платформні блоки Марокканської Месети і Мароккано-Оранської Месети, на заході — сектор Приатлантичного перикратонного прогину, в центрі, на сході і півдні — брило-складчасті споруди Середнього, Високого і Сахарського Атласів, а на півночі — шар'яжно-складчасті зони Ер-Рифу. Складчаста основа Риф-Атласької обл. представлена каледоно-герцинськими вулканогенно-осадовими комплексами палеозоїд, прорваними герцинськими гранітоїдами, серед яких місцями виступають породи пізнього докембрію. Платформний чохол Риф-Атласької обл. складений червоноколірними гірськими породами, базальтами і евапоритами тріасу, карбонатно-теригенними відкладами юри, місцями — крейди і палеогену. З палеозойськими комплексами Риф-Атласької обл. пов'язані родов. кам. вугілля, руд заліза, марганцю, міді, свинцю і цинку, молібдену, вольфраму, олова, стибію і піротину; з мезозойськими і кайнозойськими — родов. горючих сланців, руд марганцю, міді, свинцю і цинку, а також ангідриту, гіпсу, бариту, кам'яної і калійної солей, флюориту і зернистих фосфоритів. У Антиатлаській обл. подовжні і поперечні розломи контролюють розподіл фацій і потужності докембрійських і палеозойських комплексів, а також розміщення докембрійських офіолітів, палеозойських і кайнозойських вулканітів.
У Риф-Атлаській обл. широтні і півн.-східні розломи пов'язані з розкриттям Атлантичного ок. і зануренням Середземного м. Вони визначають розвиток Приатлантичного перикратонного прогину, авлакогенів Середнього, Високого і Сахарського Атласів. У поєднанні з поперечними розломами вони обумовили розподіл потужності і фацій в палеозої, мезозої і кайнозої, а також розміщення фанерозойських вулканітів і неоген-четвертинних вулканічних центрів (вулканаріїв). Найважливіші рудні райони ендогенних і полігенних родов. локалізовані в зонах подовжніх і поперечних розломів і у вузлах їх зчленування. Південно-Атласький розлом, що обрамовує з півдня Риф-Атлаську обл., в районі м. Агадір характеризується найбільшою сейсмічністю (до 10 балів).